# まえだくん
まえだくん（1991年2月3日 - ）は、日本の漫画家。東京都出身。代表作に『ヒャッハーだよ♪ふなっしー』がある。2022年より『週刊コロコロコミック』（小学館）にて、『ぷにるはかわいいスライム』を連載中。

## 来歴
2011年、『おしり星人』で第68回小学館新人コミック大賞児童部門佳作を受賞。その後『別冊コロコロコミック』2011年12月号に読み切りとして一部を修正したものが掲載される。
2013年、『月刊コロコロコミック』で『団地ともお 4コマ公園』（原作：小田扉）で初の連載を経験。そして2014年より『ヒャッハーだよ♪ふなっしー』を連載しており、以降様々なIPとのタイアップ作を中心に活動している。
2020年8月よりコロコロ以外の活動では別人の設定として「まえ駄くん」という別名義を用いるようになった。
2022年、『週刊コロコロコミック』にて、『ぷにるはかわいいスライム』の連載を開始。2025年には同作が第70回小学館漫画賞を受賞。

## 人物
- 大の任天堂好きで、自身のTwitterで任天堂の自社ゲームタイトルに関するツイートをよく投稿したり、自社の公式ツイートをよくリツイートしている。
- その他の好きなものは宇宙、砂漠、極地の景色、天ぷら[5]。
- 好きな音楽はムーンライダーズとたなかひろかず[5]。
- 趣味は文房具、トランプ、映像制作、カメラ[5]。

## 作品リスト

### 連載
- 団地ともお 4コマ公園（原作：小田扉、『月刊コロコロコミック』2013年9月号 - 2014年2月号）
- ヒャッハーだよ♪ふなっしー
  - （『別冊コロコロコミック』2014年2月号 - 2016年2月号）
  - （『月刊コロコロコミック』2014年3月号 - 2016年3月号）
  - （『ちゃお』2014年12月号 - 2017年1月号）
  - （『ちゃおデラックス』2014年9月号 - 2016年11月号）
- カミワザ・ワンダ 〜ふしぎないきものプロミン物語〜（『別冊コロコロコミック』2016年4月号 - 2017年2月号）
- はみコロ ひもぱんだ（『月刊コロコロコミック』2016年8月号 - 10月号）
- はみコロ パ・リネズミくん!（『月刊コロコロコミック』2017年5月号 - 9月号）
- ポケットモンスター ウルトラサン・ウルトラムーン 超ウルトラ4コマ劇場!（『月刊コロコロコミック』2017年10月号 - 2018年2月号）
- 太鼓の達人 4コマ祭でドドンがドン!（『コロコロイチバン!』2018年8月号 - 連載中）
- ぷにるはかわいいスライム（『週刊コロコロコミック』2022年3月15日[4] - 連載中）

### 読み切り
- おしり星人（別冊コロコロコミック2011年12月号）
- 次世代ワールドホビーフェア宣伝漫画（月刊コロコロコミック2012年7月号、2013年1月号 - 2月号・7月号）
- バカヅキ!!うんた（別冊コロコロコミック2012年10月号）
- アシュラSOS（別冊コロコロコミック2013年8月号）
- フューチャーカード バディファイト4コマ（月刊コロコロコミック2014年5月号）
- 本当は怖いラプンツェル（ちゃおデラックスホラー2016年冬号）
- New 電波人間のRPG（月刊コロコロコミック2017年4月号）
- 高橋名人のスママジ物語（コロコロアニキ2017年秋号）
- ゆーくんやってみた!（別冊コロコロコミック2018年2月号・6月号 - 12月号）[注 1]
- かわいいぷにるはスライム（別冊コロコロコミック2019年4月号）
- ネクスエッジスタイル『魔神英雄伝ワタル』シリーズ 宣伝漫画（BANDAI SPIRITS ハジメタマシイウェブ2020年4月10日・5月21日更新）[6][7]
- MOTHER公式トリビュートコミック「Pollyanna」（ほぼ日、2020年6月25日発売） - アンソロジー寄稿
- 脱獄ごっこ4コマ（月刊コロコロコミック2021年5月号 - 6月号）
- ナビつき! つくってわかる はじめてゲームプログラミング プログラマーデビューBOOK!! 特別まんが（月刊コロコロコミック2021年7月号）
- あはれ!名作くん（別冊コロコロコミック2021年12月号）

### その他
- フューチャーカード バディファイト DDD内ショートアニメ「とびだせ!!バディくん」（2016年4月2日 - 9月24日） - 脚本、作画
- 学園ケンQ部（2017年より自身の公式サイトやpixivFANBOXを中心に不定期更新中）